# Швалль (Рейн-Хунсрюк)
Швалль (Рейн-Хунсрюк) (нем. Schwall (Rhein-Hunsrück)) — коммуна в Германии, в земле Рейнланд-Пфальц. 
Входит в состав района Рейн-Хунсрюк. Подчиняется управлению Эммельсхаузен.  Население составляет 340 человек (на 31 декабря 2010 года). Занимает площадь 1,77 км².